# Младолужичкосрпски покрет
„Младолужичкосрпски покрет” или „младосрби” (глсрп. Młodoserbske hibanje, młodoserbja, нем. Jungsorbische Bewegung) био је опозициони покрет лужичкосрпских студената и гимназијалаца око Ј. Барта Ћишинског у Прагу, којима су се придружили неки студенти Лајпцишког универзитета на челу с А. Муком, у последњој четвртини 19. века.
Подела на „младе” и „старе” била је општеевропска појава и постојала чак и међу Кашубима и Каталонцима. Од 1863. године чешка интелигенција се поделила на „младочехе” „старочехе”. Млади лужичкосрпски патриоти (католици и протестанти) с разних универзитета удружили су се око књижевног часописа „Lipa Serbska” (1876—1881) који су основали. Они су се називали „младосрби”. Непосредан повод за патриотску консолидацију лужичкосрпске омладине послужила је књига немачког етнографа Р. Андреа „Вендске путне белешке” (1874), у којој су се Лужички Срби називали „етнографски куриозитет” без сопствене историје и културе, проглашавала се потреба њихове коначне и хитне германизације. Ј. Барт, А. Мука и Ј. А. Холан објављивали су у часопису „Lipa Serbska” своје есеје и књижевна дела, настојећи да сачувају идеале националног препорода. Манифест „младолужичкосрпског покрета” био је есеј Ј. Барта „Гласови из Лужице ка Лужичким Србима” (1877—1878), у којем је млади ученик словачког слависта Карлова универзитета М. Хатале позвао лужичкосрпску омладину да не подлегну осећају умора, који је заразио старију генерацију, и да постане нови „будитељи”, настављајући рад Х. Зејлера. У овом есеју А. Барт је оптуживао „старосрбе” што су ослабили бригу за свој матерњи језик, допустили у њега много германизма. „Младосрбе” су подржали патриоте старије генерације — Ј. А. Смолер и М. Хорник. „Младосрби” су предложили опозициони програм за очување лужичкосрпског народа и његове културе. За спровођење свог програма они су тражили пре свега јачање савеза интелигенције и сељаштва.
Године 1882. „старосрби” са часописом „Łužičan” и „младосрби” са часописом „Lipa Serbska” ујединили су у часопису „Łužiča” (1882—1937).